# Darevskia rudis
Darevskia rudis es una especie de lagarto del género Darevskia, familia Lacertidae. Fue descrita científicamente por Bedriaga en 1886.
Habita en Turquía (región de Trebisonda, Ulu Dag), en la costa sureste del Mar Negro en la República de Georgia y Turquía, Rusia (vertiente norte del Cáucaso central, Daguestán), suroeste de la República de Georgia (vertiente sur del Cáucaso central, valle superior de Kura, vertiente sur del Cáucaso central) y al noroeste de Azerbaiyán. Se ha encontrado a elevaciones de hasta 2000 metros.

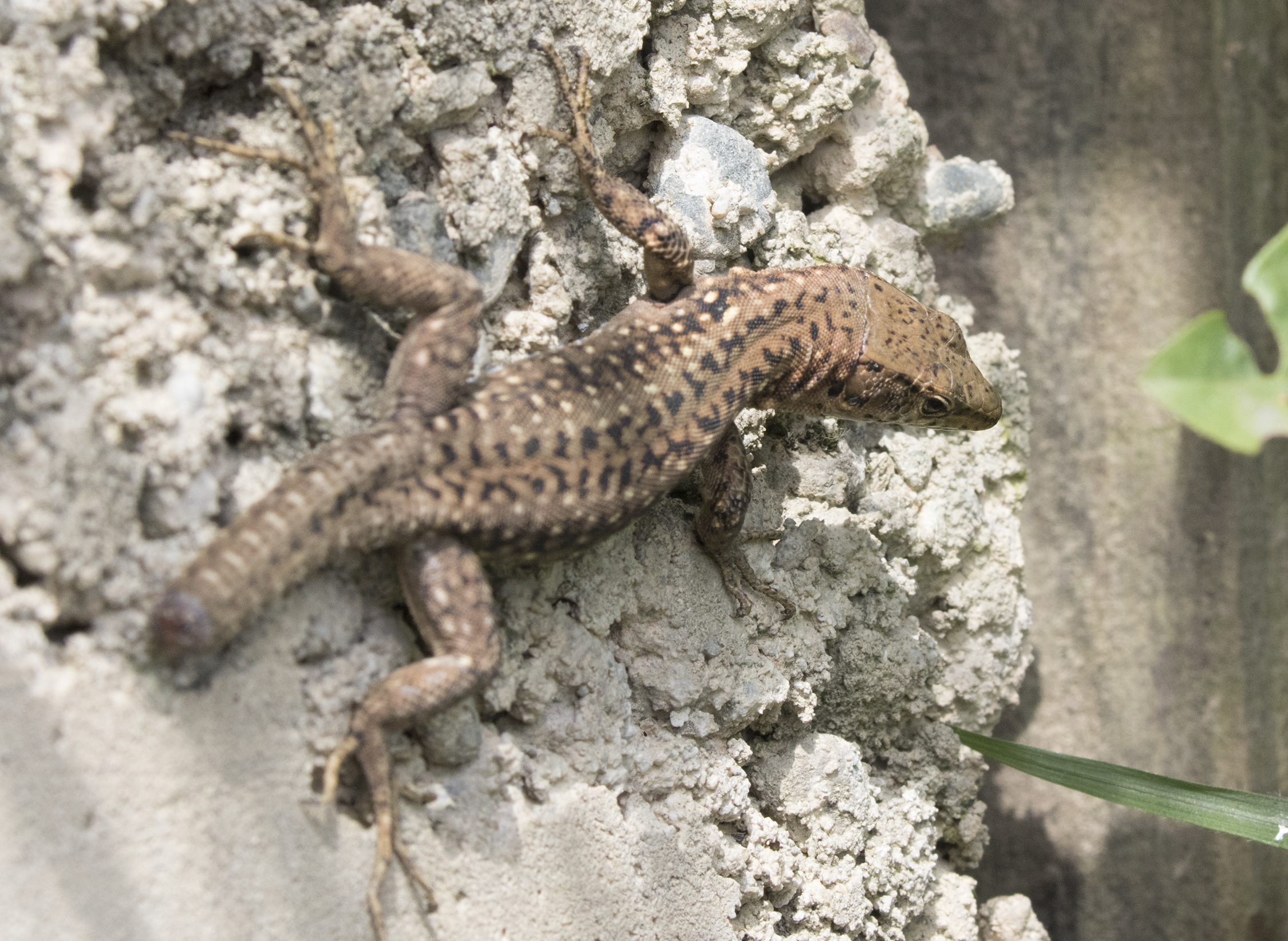
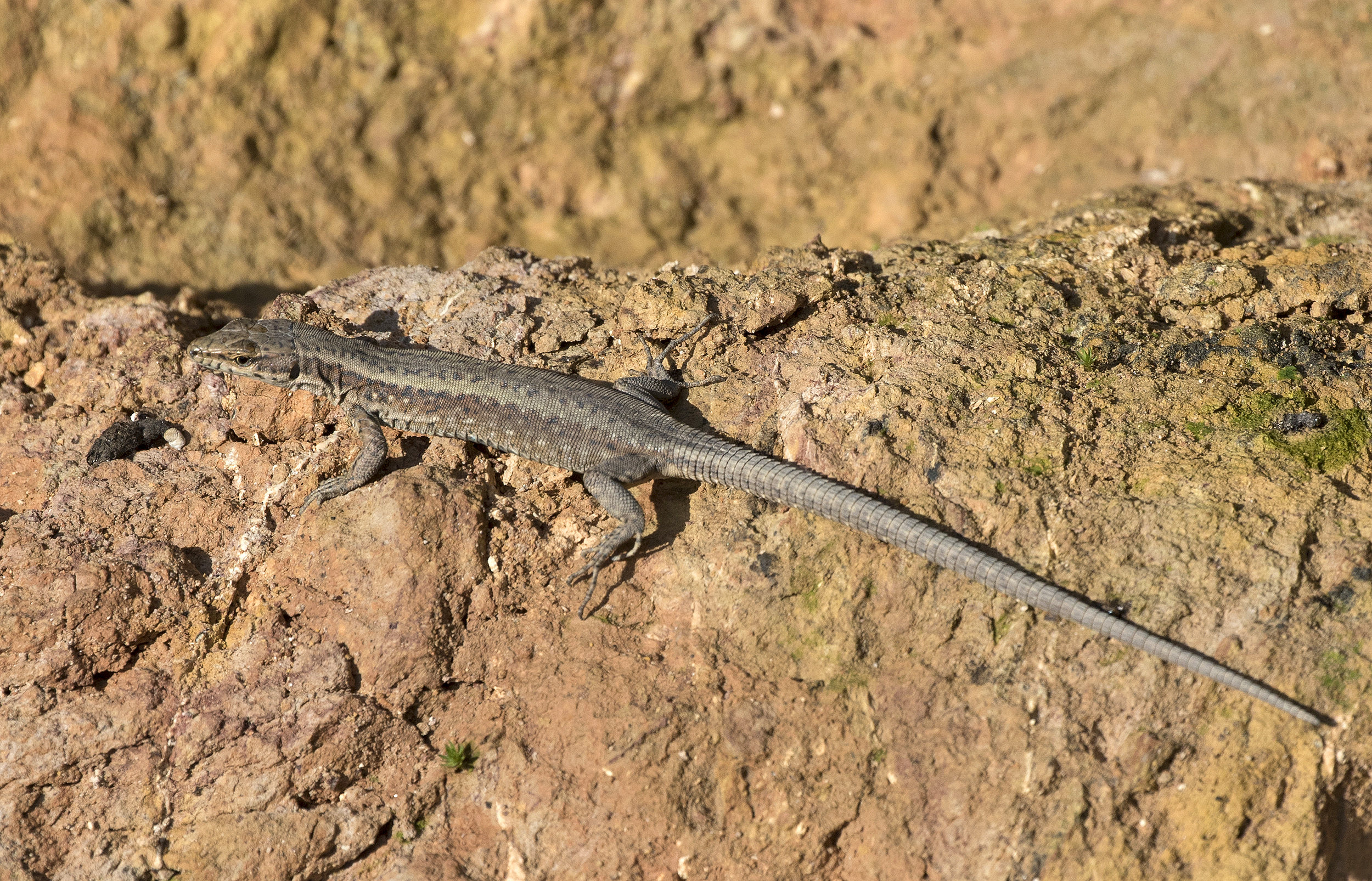
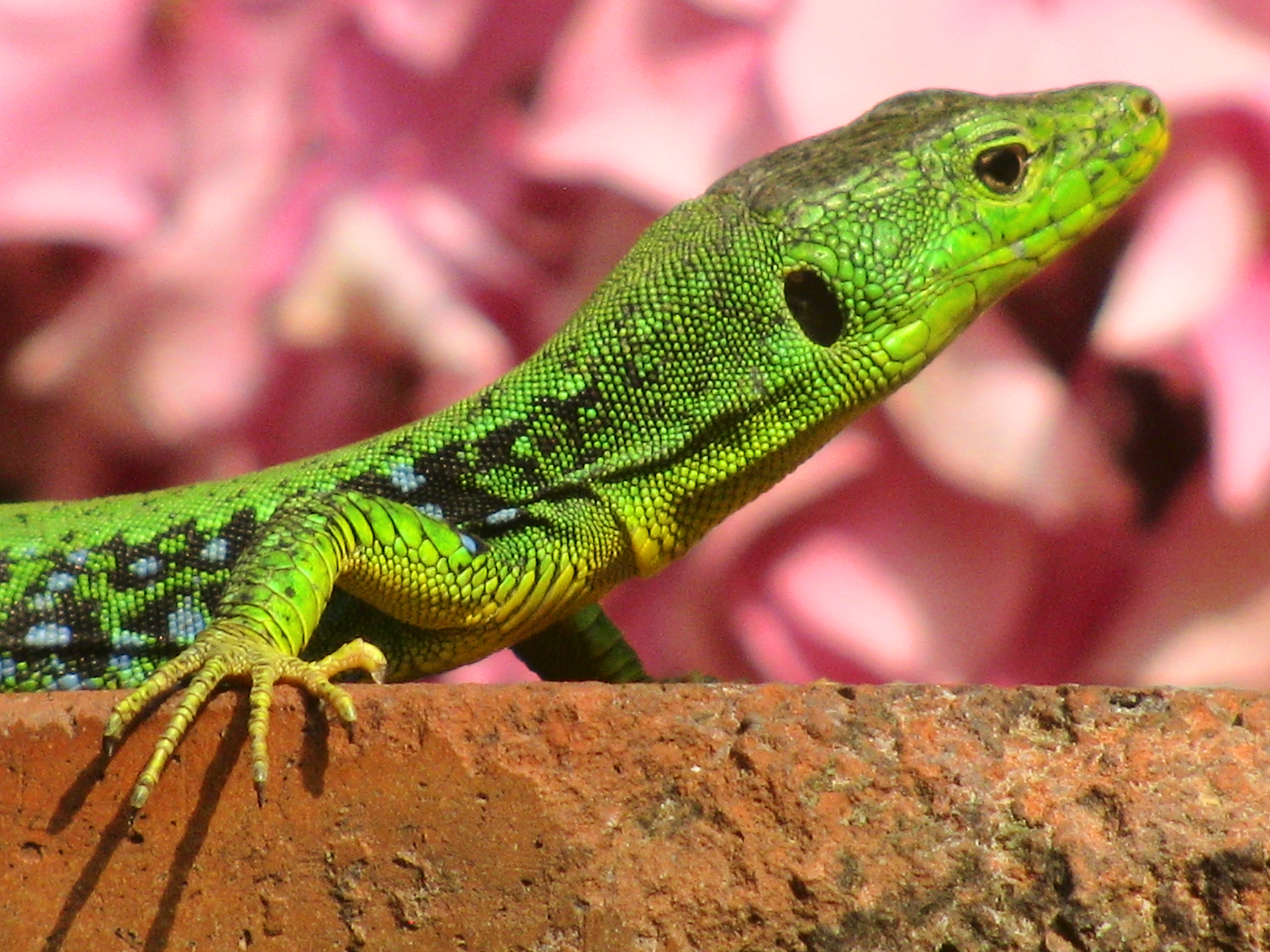
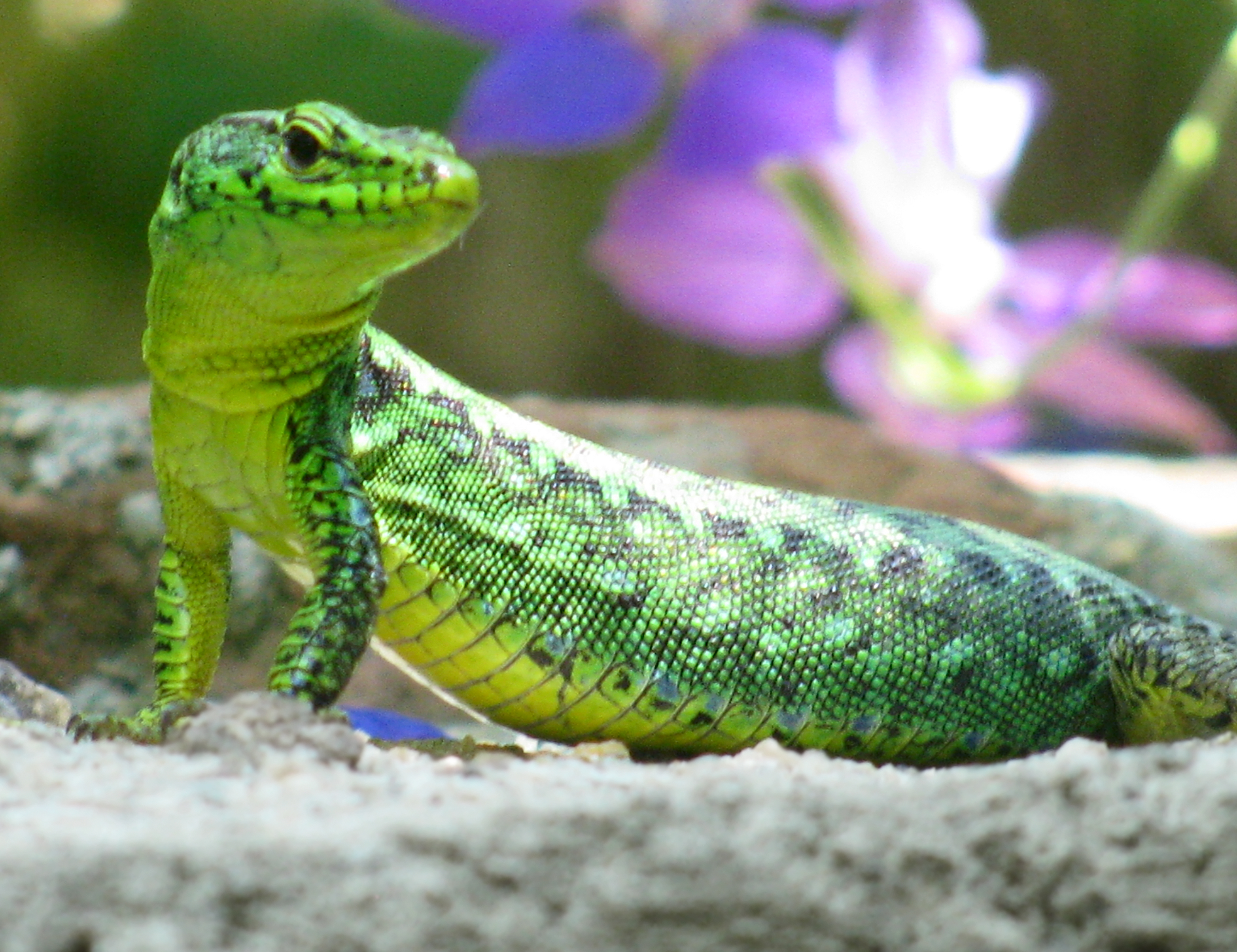
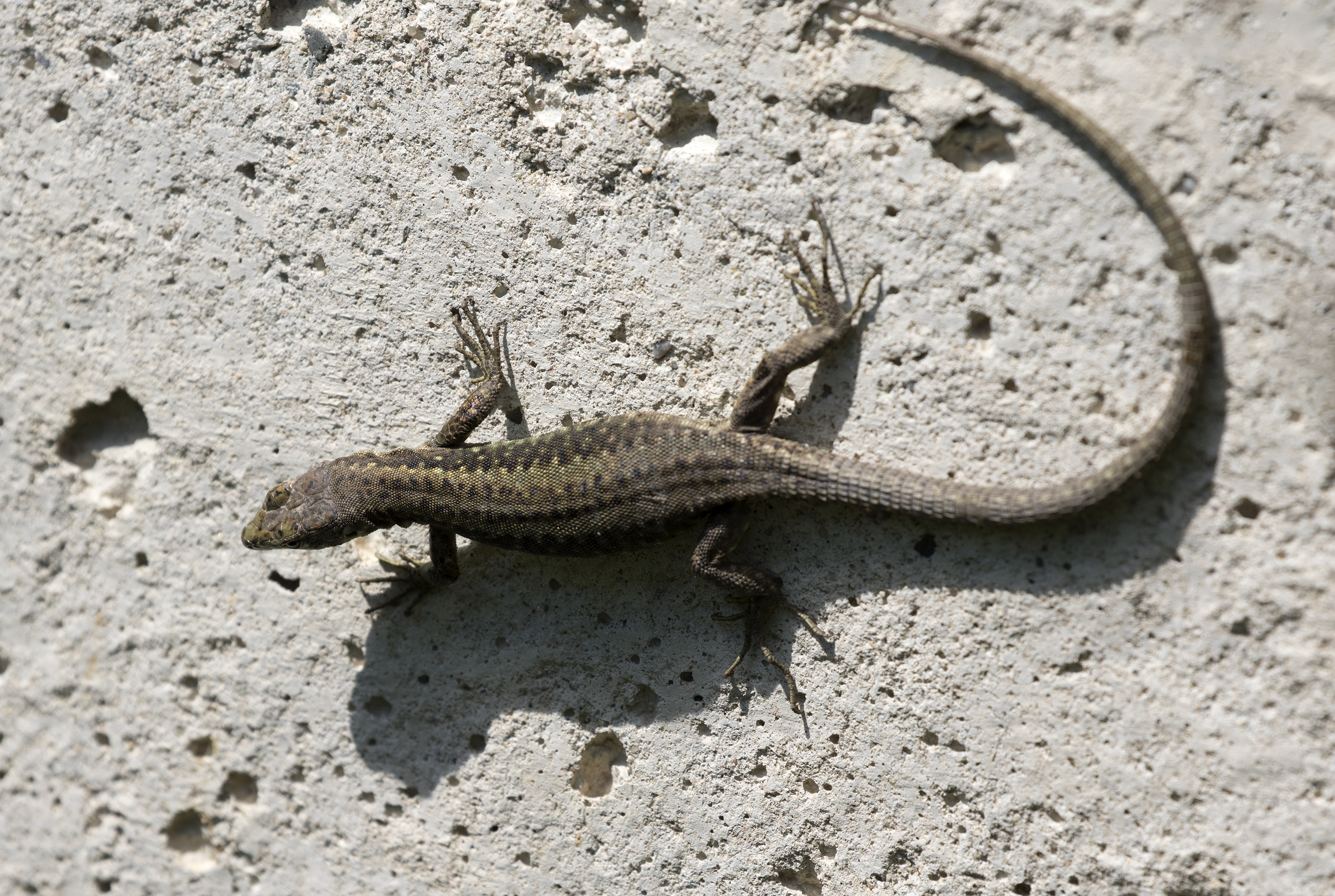